# Bad Vilbel
Bad Vilbel [ˈfilbəl] este o stațiune balneară și cu peste 31.000 de locuitori cel mai mare oraș din districtul Wetteraukreis, landul Hessa, Germania. Orașul este cunoscut pentru numeroasele sale izvoare apă minerală. Bad Vilbel se află în directă vecinitate de Frankfurt pe Main. Până în centru de Frankfurt sunt doar 9 km. Prin oraș curge râul Nidda.

## Geografie

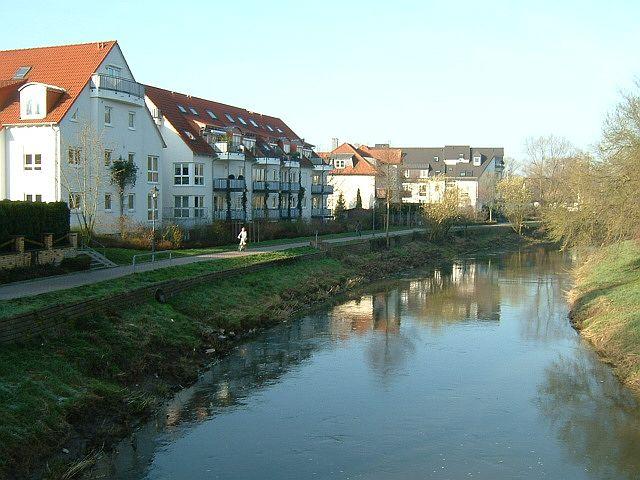
Malul râului Nidda în Bad Vilbel

### Climat
| Date climatice pentru Bad Vilbel (1991-2020)       | Date climatice pentru Bad Vilbel (1991-2020) | Date climatice pentru Bad Vilbel (1991-2020) | Date climatice pentru Bad Vilbel (1991-2020) | Date climatice pentru Bad Vilbel (1991-2020) | Date climatice pentru Bad Vilbel (1991-2020) | Date climatice pentru Bad Vilbel (1991-2020) | Date climatice pentru Bad Vilbel (1991-2020) | Date climatice pentru Bad Vilbel (1991-2020) | Date climatice pentru Bad Vilbel (1991-2020) | Date climatice pentru Bad Vilbel (1991-2020) | Date climatice pentru Bad Vilbel (1991-2020) | Date climatice pentru Bad Vilbel (1991-2020) | Date climatice pentru Bad Vilbel (1991-2020) |
| Luna                                               | Ian                                          | Feb                                          | Mar                                          | Apr                                          | Mai                                          | Iun                                          | Iul                                          | Aug                                          | Sep                                          | Oct                                          | Nov                                          | Dec                                          | Anual                                        |
| -------------------------------------------------- | -------------------------------------------- | -------------------------------------------- | -------------------------------------------- | -------------------------------------------- | -------------------------------------------- | -------------------------------------------- | -------------------------------------------- | -------------------------------------------- | -------------------------------------------- | -------------------------------------------- | -------------------------------------------- | -------------------------------------------- | -------------------------------------------- |
| Maxima medie °C (°F)                               | 5.0 (41)                                     | 6.6 (43,9)                                   | 11.5 (52,7)                                  | 16.8 (62,2)                                  | 20.7 (69,3)                                  | 24.1 (75,4)                                  | 26.2 (79,2)                                  | 25.8 (78,4)                                  | 20.9 (69,6)                                  | 14.8 (58,6)                                  | 9.0 (48,2)                                   | 5.6 (42,1)                                   | 15,6 (60,1)                                  |
| Media zilnică °C (°F)                              | 2.8 (37)                                     | 3.6 (38,5)                                   | 7.3 (45,1)                                   | 11.7 (53,1)                                  | 15.6 (60,1)                                  | 19.0 (66,2)                                  | 21.0 (69,8)                                  | 20.4 (68,7)                                  | 15.9 (60,6)                                  | 11.0 (51,8)                                  | 6.5 (43,7)                                   | 3.5 (38,3)                                   | 11,5 (52,7)                                  |
| Minima medie °C (°F)                               | 0.5 (32,9)                                   | 0.7 (33,3)                                   | 3.4 (38,1)                                   | 6.6 (43,9)                                   | 10.5 (50,9)                                  | 13.8 (56,8)                                  | 15.8 (60,4)                                  | 15.5 (59,9)                                  | 11.7 (53,1)                                  | 7.8 (46)                                     | 4.1 (39,4)                                   | 1.4 (34,5)                                   | 7,6 (45,7)                                   |
| Minima istorică °C (°F)                            | −14.9 (5,2)                                  | −15 (5)                                      | −9.5 (14,9)                                  | −3.5 (25,7)                                  | 1.5 (34,7)                                   | 6.0 (42,8)                                   | 8.5 (47,3)                                   | 7.5 (45,5)                                   | 3.7 (38,7)                                   | −2.7 (27,1)                                  | −7.5 (18,5)                                  | −14.1 (6,6)                                  | −15 (5)                                      |
| Precipitații mm (inches)                           | 52.0 (2.047)                                 | 44.0 (1.732)                                 | 41.0 (1.614)                                 | 38.0 (1.496)                                 | 62.0 (2.441)                                 | 60.0 (2.362)                                 | 65.0 (2.559)                                 | 60.0 (2.362)                                 | 50.0 (1.969)                                 | 54.0 (2.126)                                 | 52.0 (2.047)                                 | 63.0 (2.48)                                  | 641,0 (25,236)                               |
| Sursă: Wetter und Klima Bad Vilbel / wetterlabs.de |                                              |                                              |                                              |                                              |                                              |                                              |                                              |                                              |                                              |                                              |                                              |                                              |                                              |

### Comune vecinate
Bad Vilbel este delimitat în nord de orașul Karben (districtul Wetteraukreis), în est de comuna Niederdorfelden (districtul Main-Kinzig-Kreis) și în sud, vest și sud-est de orașul Frankfurt pe Main. Pentru că este așa de înconjurat și de aproape de Frankfurt unii propun incorporarea de Bad Vilbel în Frankfurt.

### Subdiviziune
Orașul Bad Vilbel este subîmpărțit în cinci cartiere: Bad Vilbel, Dortelweil, Gronau, Heilsberg și Massenheim.

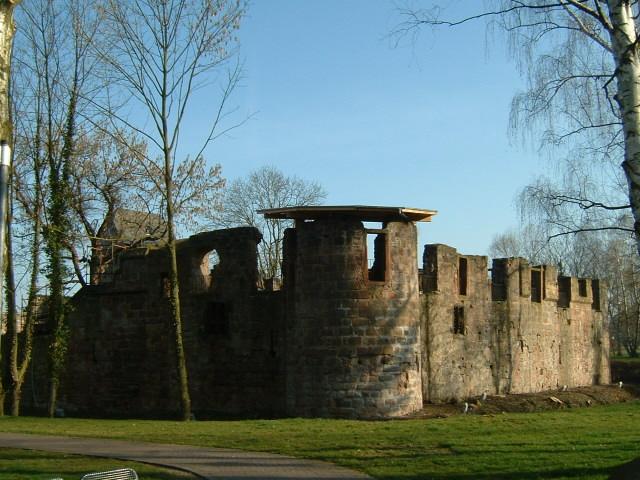
Ruina burgului Vilbel

## Istorie
- Bad Vilbel a fost documentat pentru prima oară în anul 774 d. Hr. într-un act de donație de mănăstirea Lorsch.[3]
- În 1255 Bad Vilbel a fost împărțit între diferite domnii. Granița a fost râul Nidda. Împărțirea a îndurat până la început de secolul al XIX-lea.
- În 1848/1849 au fost găsite reziduali de o terme romană din secolul al II-lea d.Hr.
- Cartierul Heilsberg există din anul 1948. Satul Gronau a fost incorporat în 1971 și saturile Dortelweil și Massenheim au fost incorporate de Bad Vilbel în 1972 prin o reformă rurală în landul Hessa.

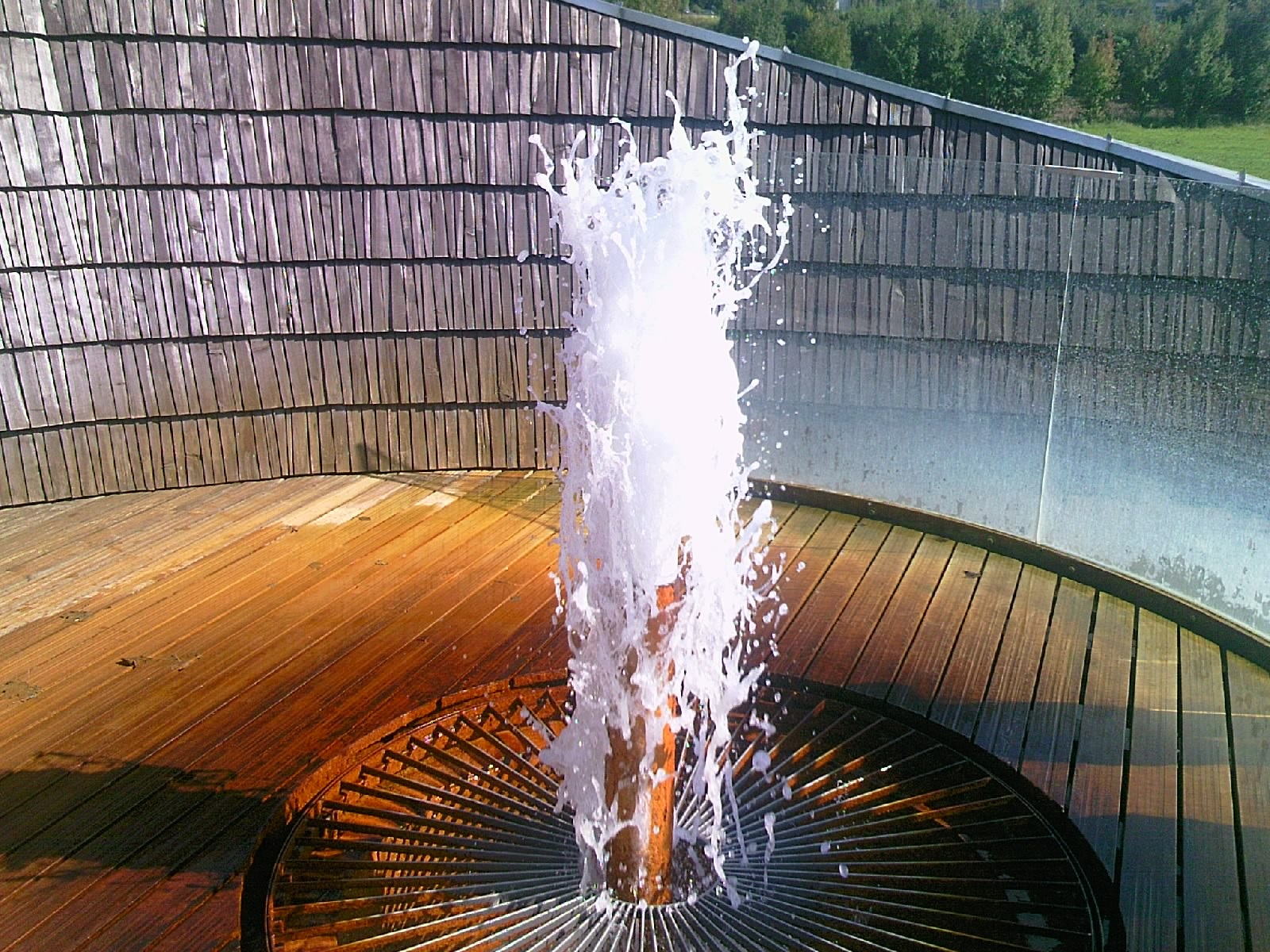
Cismea romană, care a fost renovată în 2007

## Politică

### Alegeri comunale
Rezultatul alegerilor comunale de la 27. martie 2011:, 
| Partid                      | Partid                                      | % 2011 | Consilieri 2011 | % 2006 | Consilieri 2006 | % 2001 | Consilieri 2001 |
| CDU                         | Christlich Demokratische Union Deutschlands | 46,7   | 21              | 55,6   | 25              | 62,7   | 28              |
| SPD                         | Sozialdemokratische Partei Deutschlands     | 25,5   | 11              | 24,7   | 11              | 21,9   | 10              |
| GRÜNE                       | Bündnis 90/Die Grünen                       | 18,9   | 9               | 10,2   | 5               | 10,8   | 5               |
| FDP                         | Freie Demokratische Partei                  | 4,4    | 2               | 6,4    | 3               | 4,5    | 2               |
| FW                          | Freie Wähler                                | 4,4    | 2               | —      | —               | —      | —               |
| Die Linke.                  | Die Linke                                   | —      | —               | 3,1    | 1               | —      | —               |
| Total                       | Total                                       | 100    | 45              | 100    | 45              | 100    | 45              |
| Participare la alegeri în % | Participare la alegeri în %                 | 52,9   | 52,9            | 52,0   | 52,0            | 56,7   | 56,7            |

### Primar
Rezultatul alegerilor de primar în Bad Vilbel:
| An                          | Candidat                    | Partid      | Rezultat în % |
| 2010                        | Thomas Stöhr                | CDU         | 57,8          |
| 2010                        | Helmut Betschel-Pflügel     | independent | 24,3          |
| 2010                        | Gesine Wambach              | FDP         | 11,3          |
| 2010                        | Manfred Mantheyl            | FW          | 4,9           |
| 2010                        | Helge Welker                | independent | 1,8           |
| Participare la alegeri în % | Participare la alegeri în % | 49,1        | 49,1          |
| 2003                        | Thomas Stöhr                | CDU         | 71,9          |
| 2003                        | Roland Fischer              | independent | 26,1          |
| 2003                        | Peter Ringel                | independent | 1,9           |
| Participare la alegeri în % | Participare la alegeri în % | 53,3        | 53,3          |
| 1998                        | Günther Biwer               | CDU         | 72,1          |
| 1998                        | Klaus Arabin                | SPD         | 27,9          |
| Participare la alegeri în % | Participare la alegeri în % | 51,5        | 51,5          |

### Localități înfrățite
Orașul Bad Vilbel este înfrățit cu:
- Brotterode
- Eldoret
- Glossop
- Moulins

## Obiective turistice

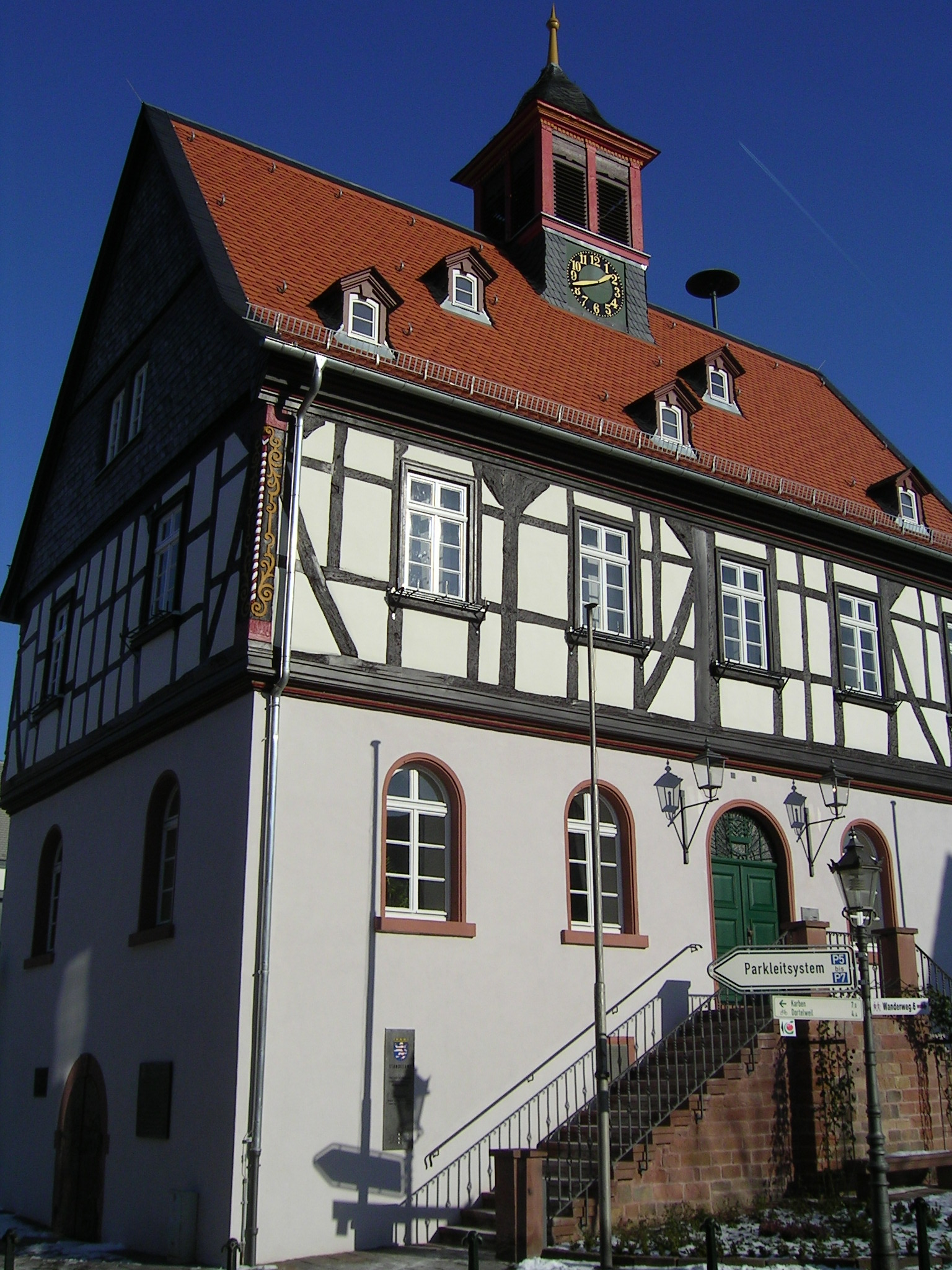
Altes Rathaus (Primăria veche)

- Centrul istoric cu vechea primărie (Altes Rathaus)
- Cișmele în întregul oraș, precum Römerbrunnen
- Parcul central (Kurpark)
- Ruina burgului Vilbel (Burg Vilbel), din secolul al XII-lea.

### Muzee
- Heimatmuseum Massenheim (Muzeul local Massenheim; adresa: An der Kirche 8, 61118 Bad Vilbel-Massenheim)[8]
- Quellenmuseum (Muzeul izvoarelor; adresa: Gießener Straße 18-30, 61118 Bad Vilbel)[9]

## Infrastructură
Prin Bad Vilbel trec drumurile naționale B 3 (Buxtehude - Weil) și B 521 (Büdingen - Frankfurt pe Main) și drumul landului L 3008. 

### Transporturi publice
Bad Vilbel are legături foarte bune cu tren. Prin Bad Vilbel trec liniile de cale ferată RB 34 (Niddertalbahn Stockheim - Bad Vilbel (- Frankfurt pe Main)), SE 30 (Mittelhessen-Express Treysa / Dillenburg - Frankfurt pe Main) și S 6 (Friedberg - Frankfurt-Süd). Pe suprafața comunei se opresc la stațiile:
- Dortelweil (S 6)
- Bad Vilbel (RB 34, SE 30 și S6)
- Bad Vilbel Süd (S 6)
- Bad Vilbel-Gronau (RB 34)